# Świeminko
Świeminko [ɕfjɛˈminkɔ] là một khu định cư ở khu hành chính của Gmina Biesiekierz, thuộc quận Koszalin, West Pomeranian Voivodeship, ở phía tây bắc Ba Lan.